# Quái vật Flatwoods
Quái vật Flatwoods (còn gọi là quái vật Quận Braxton, Braxie, hay Bóng ma Flatwoods) trong văn hóa dân gian West Virginia là một thực thể được cho là đã xuất hiện và bay lơ lửng như dơi trên mặt đất ở thị trấn Flatwoods thuộc Quận Braxton, West Virginia nước Mỹ vào ngày 12 tháng 9 năm 1952, sau khi một vật thể sáng vượt qua bầu trời đêm. Hơn 50 năm sau, một số nhà điều tra đã tuyên bố rằng họ tin tưởng luồng ánh sáng này là thiên thạch và sinh vật đó là một con cú lợn lưng xám đậu trên cây có bóng khiến nó trông giống như thực thể hình người to lớn.

## Mô tả
Theo lời tường thuật, quái vật này có ít nhất là 10 chân, mặt nó ánh lên ánh sáng màu đỏ và cơ thể nó toàn màu xanh lục. Đầu hình trái tim hay giống con át cơ trong bộ bài. Và trên cái đầu hình thù kỳ lạ này lồi lên hai mắt không phải là mắt người. Cơ thể được mô tả là có hình tương tự như con người và mặc một chiếc váy màu tối. Người ta đồn rằng quái vật này không có cánh tay hoặc nếu có thì cánh tay vừa ngắn, vừa to với những ngón tay dài và trông như móng vuốt.